# هيروشي ساتو
هيروشي ساتو (باليابانية: 佐藤浩 ) (و. 1972 – م) هو لاعب كرة قدم، من اليابان، ولد في كاناغاوا.

## روابط خارجية
- هيروشي ساتو على موقع رابطة كرة القدم اليابانية للمحترفين (اليابانية)
- هيروشي ساتو على موقع عالم كرة القدم.نت (الإنجليزية)